# Ne grem na kolena
Ne grem na kolena je naslov albuma in istoimenske uspešnice leta 2006, ki jo poje Saša Lendero.

## Seznam pesmi
1. Ne grem na kolena
2. Mama, ljubim cigana Jana
3. Poco Loco
4. Mandoline
5. Ne odhajaj
6. Luna
7. Diši sa mnom
8. Metulj
9. Mlada je noč
10. V soboto bova rekla da
11. Adam in Eva
12. Ti si
13. Glory Halleluyah
14. Help Me Make It
15. Nymph story